# Nosferato no Brasil
Nosferato no Brasil é um curta-metragem brasileiro de 1971, primeiro filme dirigido por Ivan Cardoso, o filme é um importante marco para o cinema marginal por ser um dos primeiros filmes do gênero terrir que diz respeito aos filmes que unem humor e terror.